# Namthip Jongrachatawiboon
Namthip Jongrachatawiboon (tiếng Thái: น้ำทิพย์ จงรัชตวิบูลย์, phiên âm: Nam-thíp Chong-rát-cha-ta-vi-bun, sinh ngày 23 tháng 11 năm 1982) còn có nghệ danh là Bee (บี), là một nữ diễn viên, người mẫu và ca sĩ người Thái Lan. Cô đang diễn viên trực thuộc công ty Exact & Scenario của The One Enterprise nằm hệ thống của Tập đoàn GMM Grammy. Cô được biết đến qua các bộ phim truyền hình như Dòng máu phượng hoàng (2001), Trận chiến của những thiên thần (2008), Bí mật của siêu sao (2008), Linh hồn bị đánh tráo (2010), Hoa hồng của quỷ (2011), Lưới tình Catwalk (2012). Namthip cũng đảm nhận vai trò huấn luyện viên của The Face Thailand.

## Thời thơ ấu
Bee Namthip tốt nghiệp lớp 12 chuyên ngành tiếng Đức của Đại học Benjamarachanusorn.
Bee Namthip là sinh viên khoa Nghệ thuật truyền thông (Faculty of Communication Arts) của Đại học Suan Sunandha Rajabhat ở Bangkok.

## Sự nghiệp
Năm 1994, Bee được nhà thiết kế thời trang Araya Intra lựa chọn để trở thành người mẫu cho nhãn hiệu Jaspal. Cùng năm, Bee nhận lời mời của Anuwat Niwatwong và trình diễn bộ sưu tập thời trang mang tên "Phong phú" của anh. Đây cũng là thời điểm mà cô bắt đầu được biết tới trong làng người mẫu.
Về lĩnh vực âm nhạc và diễn xuất, cô trở thành ca sĩ năm 1999 sau khi tham gia vào video ca nhạc Rak Mak Ken Pai của Nawin Tar. Năm 2001, cô có vai diễn đầu tay trong phim Dòng máu phượng hoàng.

## Đời tư
Bee từng có quan hệ tình cảm với Kelly Thanapat trong 5 năm, tuy nhiên, họ đã chia tay vào năm 2011.
Bee từng có quan hệ tình cảm với Hym Kuhapremkit trong 8 năm nhưng họ đã chia tay vào đầu năm 2019.

## Danh sách chương trình

### Điện ảnh
| Năm  | Tên         | Vai                         | Ghi chú |
| ---- | ----------- | --------------------------- | ------- |
| 2017 | The Promise | Parima Ruengvitchaya / Boum |         |

### Truyền hình
| Năm         | Phim                                                                 | Tên tiếng Việt                                                                 | Vai                                      | Đóng với                                    | Đài      | Kênh trình chiếu tại Việt Nam                | C.t         |
| ----------- | -------------------------------------------------------------------- | ------------------------------------------------------------------------------ | ---------------------------------------- | ------------------------------------------- | -------- | -------------------------------------------- | ----------- |
| 2001        | Lued Hong                                                            | Dòng máu phượng hoàng                                                          | Namphon (Phon)                           | Sintiprab Suwannaphim & Nawat Kulrattanarak | CH5      | VTV1                                         | [ 5 ]       |
| 2002        | Plerng Maya                                                          |                                                                                | Prangchai                                | Arnus Rapanich                              | CH7      |                                              | [ 6 ]       |
| 2002        | Kra Torm Saeng Ngern                                                 |                                                                                | Kradangnga                               | Sarawut Marttong                            | CH3      |                                              | [ 6 ]       |
| 2003        | Wimarn Din                                                           |                                                                                | Yanang                                   | Kade Tamtup                                 | CH3      |                                              | [ 6 ]       |
| 2004        | Prai Prattana                                                        |                                                                                | Kirana                                   | Tanakorn Posayanon                          | CH3      |                                              | [ 6 ]       |
| 2004-2005   | Rak Pad Pan Kao                                                      |                                                                                | Noon                                     | Phutanate Hongmanop                         | CH9      |                                              | [ 6 ]       |
| 2005        | Wimarn Sai                                                           | Lâu đài cát / Nơi tình yêu dậy sóng                                            | Arisaraa (Ris) Chunhakorn / Patcha       | Shahkrit Yamnam                             | CH5      | Let's Viet                                   | [ 6 ]       |
| 2006        | Noom Hao Sao Sai Hua Jai Ping                                        |                                                                                | Pimporn                                  | Rattapong Tanapat                           | ITV      |                                              | [ 6 ]       |
| 2006        | Talay Rissaya                                                        | Khát vọng giàu sang                                                            | Fahsai                                   | Nawat Kulrattanarak                         | CH5      | TodayTV                                      | [ 7 ] [ 8 ] |
| 2007        | Seang Soon                                                           | Lâu đài ánh sáng                                                               | Tiraka / "Dao"                           | Shahkrit Yamnam & Pitchaya Chaowalit        | CH5      |                                              | [ 6 ]       |
| 2008        | Song Kram Nang Fah                                                   | Trận chiến của những thiên thần                                                | Maneerin (Rin) Yuthayothin               | Nawat Kulrattanarak & Saharat Sangkapreecha | CH5      | TodayTV                                      | [ 6 ]       |
| 2008        | Kwarm Lub Kaung Superstar                                            | Bí mật của siêu sao                                                            | Natedao Vinitmetha/ "Nate"               | Patiparn Pataweekarn & Phutanate Hongmanop  | CH5      | TodayTV                                      | [ 6 ] [ 9 ] |
| 2009        | Artit Ching Daung                                                    | Vượt qua bóng tối                                                              | Panrawee Suriyathit (lúc trẻ)            | Phutanate Hongmanop (khách mời)             | CH5      | TodayTV                                      |             |
| 2009        | Buang Ruk Kamathep                                                   | Trò đùa của số phận                                                            | Oranicha (Ni)                            | Nawat Kulrattanarak                         | CH5      | Dailymotion (sub)                            | [ 6 ]       |
| 2010        | Jub Tai Wai Rai Sai Samorn                                           | Nữ sát thủ                                                                     | Waen                                     | Saksit Tangtong                             | CH5      | Let's Viet                                   | [ 6 ]       |
| 2011        | Mia Mai Chai Mia                                                     | Linh hồn bị đánh tráo                                                          | Wikanda Kungwaklai (Kaewta Munjairuk)    | Ruangsak Loychusak & Gundon Akhazzan        | CH5      | TodayTV                                      | [ 6 ]       |
| 2011        | Kularb Satan                                                         | Hoa hồng của quỷ                                                               | Rose Haller / Pingo Pinpakul             | Phutanate Hongmanop                         | CH5      | TodayTV                                      | [ 10 ]      |
| 2012        | Maya Rissaya                                                         | Lưới tình Catwalk                                                              | Peangdao                                 | Navin Yavapolkul                            | CH5      | TodayTV                                      | [ 6 ]       |
| 2012        | Club Friday The Series 1                                             | Đừng rời xa em, anh nhé                                                        | Ya                                       | Shahkrit Yamnam                             | GreenOne | Bee Namthip Vietnamese Fanpage sub           | [ 6 ]       |
| 2013        | Reuan Saneha                                                         | Ngôi nhà bùa mê                                                                | Chom                                     | Saksit Tangtong                             | CH5      |                                              | [ 6 ]       |
| 2013 - 2015 | Zen The Series                                                       |                                                                                | ฝุ่น / ละเม็ง                               |                                             | CH5      |                                              | [ 6 ]       |
| 2014        | Aniltita                                                             | Lửa tình bất diệt                                                              | Aniltita / Chomsurang (Chom) Nachiangman | Nithit Warayanon & Charebelle Lanlalin      | CH5      | Let's Viet                                   | [ 6 ]       |
| 2016        | Ruen Roy Rak                                                         | Yêu và hận                                                                     | Khun Waat                                | Phutanate Hongmanop                         | OneHD    | Giải Trí TV - VTVcab1                        | [ 6 ]       |
| 2016        | Sanaeha Karm Sen                                                     | Phản bội                                                                       | Bussaya "Boot"                           | Apinun Prasertwattanakul                    | OneHD    | Giải Trí TV - VTVcab1                        | [ 6 ]       |
| 2016        | Song Kram Nang Ngarm 2                                               | Cuộc chiến sắc đẹp 2                                                           | Nada Khomrati                            | (xuất hiện 3 tập cuối)                      | OneHD    | TVStar - SCTV11                              | [ 6 ]       |
| 2016        | We were born 9th King series                                         |                                                                                | Bác sĩ Pin                               | (khách mời)                                 | OneHD    |                                              | [ 6 ]       |
| 2017        | Buang Hong                                                           | Níu em trong tay / Cứu tinh của nàng thiên nga                                 | Mathawee "Wee" Sakawunlong               | Jirayu Tangsrisuk & Kimberly Ann Voltemas   | CH3      | HTV2 - Vie Channel                           | [ 6 ]       |
| 2017        | Tae Pang Korn                                                        | Duyên nợ tiền kiếp                                                             | Wilailayka (Ying Tae)                    | Yuke Songpaisan & Wannarot Sonthichai       | OneHD    | Zing TV (sub)                                | [ 6 ]       |
| 2017        | Game of Thrones (mùa 7)                                              |                                                                                | Daenerys Targaryen (lồng tiếng)          |                                             | HBO Asia |                                              |             |
| 2018        | Ban Saran Land: Chanee Nee Khan                                      | Cô nàng ế ẩm (sitcom)                                                          | Apple                                    | Akarat Nimitchai                            | OneHD    |                                              |             |
| 2018        | Muang Maya Live The Series: Maya Ren Ruk                             | Sóng gió hậu trường: Ảo vọng tình mờ                                           | Phaphai                                  | Anusorn Maneeted & Yuke Songpaisan          | OneHD    |                                              |             |
| 2018        | Mia 2018                                                             | Làm vợ thời nay                                                                | Aruna "Na" Wanapaeri - Sarich            | Nawat Kulrattanarak & Thanapat Kawila       | OneHD    | HTV2 - Vie Channel                           |             |
| 2018        | Songkram Nak Pun                                                     | Cuộc chiến của những ngôi sao / Cuộc chiến Producer                            | Petra "Pure" Phisutikul                  | Metinee Kingpayom & Puttichai Kasetsin      | OneHD    | VTC1                                         | [ 11 ]      |
| 2019        | Aruna 2019                                                           | Cô vợ sắc sảo: Ngoại truyện                                                    | Aruna "Na" Wanapaeri                     | Thanapat Kawila                             | OneHD    | FPT Play (sub)                               |             |
| 2019        | Songkram Nak Pun 2                                                   | Cuộc chiến Producer 2 / Showbiz đại chiến                                      | Petra "Pure" Phisutikul                  | Metinee Kingpayome & Puttichai Kasetsin     | OneHD    | TodayTV                                      |             |
| 2020        | Sleepless Society: Two Pilows                                        | Yêu trong mộng mị                                                              | Kate                                     | Vorarit Fuangarome & Bhumibhat Thavornsiri  | OneHD    | Review Lakorn (sub)                          |             |
| 2020        | Chan Cheu Bussaba                                                    | Tôi là Bussaba (remake từ Tên tôi là Kim Sam Soon)                             | Bussaba Chayadee                         | Thanapat Kawila                             | OneHD    | TodayTV                                      |             |
| 2021        | Club Friday The Series 12: Uncharted Love: Reuang Sao Kaung Kon Soht | Góc tối cuộc sống độc thân                                                     | Jaywaree (Jay) Prasertwatchakul          | Pakorn Lam                                  | GMM25    |                                              |             |
| 2022        | Revenge From The Past                                                | Thâm kế độc tình                                                               | Nisa                                     | Pasut Banyam                                | OneHD    | TodayTV                                      |             |
| 2022        | Ruk Soot Tai Kaung Yai Mae Mod (My Queen Thai ver)                   | Tình cuối nàng phù thủy / Tình cuối của "bà cô" lắm chiêu / Cưới nàng phù thủy | Patchaya (Pat) Panchapinyo               | Sarun Naraprasertkul                        | OneHD    | SCTV6 - FIM360                               |             |
| 2023        | Fai Luang                                                            | Ngọn lửa ảo vọng / Đam mê lạc lối / Ngọn lửa dối lừa                           | Ponwalai                                 | Yuke Songpaisan                             | AmarinTV | Annie Cat 2 / Review Lakorn / SontamTV (sub) |             |
| 2023        | Club Friday The Series 15: Moments & Memories: Rak Ni Si Jang        | Tình yêu màu khói                                                              | Panwat                                   | Jab Penpetch                                | OneHD    |                                              |             |
| 2024        | Terror Tuesday: Extreme                                              |                                                                                | Montha                                   |                                             | Netflix  |                                              |             |
| 2025        | Bon Phrachan Mi Kratai                                               | Thỏ ngọc nơi cung trăng                                                        | Annita                                   | Norraphat Vilaiphan                         | OneHD    | VieON/ Motchill (sub/ lồng tiếng)            |             |
| 2025        | The Idol Game                                                        | Trò chơi thần tượng                                                            | Thicha                                   | James Ma                                    | CH3      | Annie Cat 2/ BiliBili                        |             |

### Chương trình

Bee Namthip (đứng thứ hai từ bên trái) trong mùa The Face Thailand All-Star

| Năm         | Tên                           | Chú thích                                      | Đài          |
| ----------- | ----------------------------- | ---------------------------------------------- | ------------ |
| 2014        | The Face Thailand (mùa 1)     | Huấn luyện viên thay thế (tập 9)               | CH3          |
| 2015        | The Face Thailand (mùa 2)     | Huấn luyện viên, đội chiến thắng               | CH3          |
| 2017        | The Face Thailand (mùa 3)     | Huấn luyện viên, đội á quân                    | CH3          |
| 2017        | The Face Men Thailand (mùa 1) | Giám khảo                                      | CH3          |
| 2018        | The Face Thailand (mùa 4)     | Huấn luyện viên với Sririta Jensen, đội á quân | CH3          |
| 2019 - 2020 | Roo Mai Krai Sod              | Ban cố vấn một vài tập                         | OneHD        |
| 2021        | The Wall Song Thailand        | Nhân vật bí ẩn (tập 34)                        | Workpoint TV |

## Danh sách album

### Cover
- เดียวดายกลางสายลม (từ phim The Promise)

### Album phòng thu
- Unbravable Woman[12]
- B2[13]
- B The Best[14]
- OST-Prai Prattana[15]
- Her Song

### Video ca nhạc
- Rak Mak Kern Pai (1999)
- Ying Tou Ying Suay Blackhead (1999)
- Spec (1999)
- Mai Chai Luey (1999)
- Tong Mai Rub (2000)
- Tao Tee Mee (2005)
- ไม่เหลือเหตุผลจะรัก / Mai Luer Hed Pol Ja Rak - Wichayanee Pearklin (2009)
- เกือบ / Geuap - Burin Boonvisut (2011)
- ความเจ็บยังคงหายใจ / Kwahm Jep Yung Kong Hai Jai - Aof Pongsak Rattanapong (đóng với Sorawit Suboon) (2013)
- หยุดก่อน / Yoot Gaun - Nick Studio 54 (đóng với Nawat Kulrattanarak) (2015)
- เปลวไฟ / Bpleo Fai - Blackhead (đóng với Salita "Jukkoo" Klinchan) (2016)
- ทานข้าวกันไหม / Tahn Kao Gun Mai - Palaphol Pholkongseng (đóng với Sapol Assawamunkong) (2018)
- CUTE - P-HOT (Official MV) Prod. BossaOnTheBeat (2019)
- ชนะไปแล้ว / Chana Bpai Laeo (OST Chan Cheu Bussaba) - Film Thanapat (2020)

## Giải thưởng và đề cử
| Năm  | Giải thưởng                           | Hạng mục                                                | Đề cử cho                  | Kết quả   |
| ---- | ------------------------------------- | ------------------------------------------------------- | -------------------------- | --------- |
| 2005 |                                       | Best actress                                            | Wimarn Sai                 | Đoạt giải |
| 2006 | 4th Komchatluek Awards                | Best Supporting Actress                                 | Sea Of Greed               | Đoạt giải |
| 2007 | Asian Television Awards               | Best Leading Actress                                    | Saeng Soon                 | Đề cử     |
| 2008 | Siam Dara Party Awards                | Best Leading Actress                                    | Battle Of Angles           | Đề cử     |
| 2008 | 6th Komchatluek Awards                | Best Leading Actress                                    | Battle Of Angles           | Đề cử     |
| 2008 | 23rd TV Gold Awards                   | Best Leading Actress                                    | Kwarm Lub Kaung Superstar  | Đề cử     |
| 2008 | Hamburger Magazine Awards             | Best Leading Actress                                    | Kwarm Lub Kaung Superstar  | Đề cử     |
| 2008 | Nataraj Awards                        | Best Leading Actress                                    | Kularb Satan               | Đề cử     |
| 2009 | 10th Komchatluek awards               | Best Leading Actress                                    | Manyarisaya                | Đề cử     |
| 2009 | Nataraj Awards                        | Best Leading Actress                                    | Ruen Sanaeha               | Đề cử     |
| 2011 | 24th Mek-kla Awards                   | Most Popular Actress                                    | Mea Mai Chai Mea           | Đoạt giải |
| 2012 | 25th Mek-kla Awards                   | Most Popular Actress                                    | Manyarisaya                | Đoạt giải |
| 2013 | Star Light Awards                     | Most Beautiful Leg                                      | —                          | Đoạt giải |
| 2014 | 29th TV Gold Awards                   | Best Supporting Actress                                 | Anintita                   | Đề cử     |
| 2015 | Golden Bells Awards                   | Person Of The Year                                      | —                          | Đoạt giải |
| 2017 | KAZZ Awards                           | Trending Girl Of The Year                               | —                          | Đoạt giải |
| 2017 | KAZZ Awards                           | Ship Of The Year (With Cris Horwang)                    | The Face Thailand          | Đoạt giải |
| 2018 | Suphannahong National Film Awards     | Best Leading Actress (Popular Vote)                     | The Promise (2017 film)    | Đoạt giải |
| 2018 | Daradaily Award                       | Best Actress of The Year                                | The Promise (2017 film)    | Đoạt giải |
| 2018 | Thailand Fever Award 2017             | Best Lead Actress                                       | The Promise (2017 film)    | Đoạt giải |
| 2018 | OK! Beauty Choice 2018                |                                                         | Fierce and Fabulous        | Đoạt giải |
| 2019 | MThai Top Talk-About 2019             | Best Actress                                            | Fierce and Fabulous        | Đoạt giải |
| 2019 | 10th Nataraj Awards                   | Best Lead Actress                                       | Mia 2018                   | Đề cử     |
| 2021 | Ngôi Sao Xanh 8th (Face of the year)  | Most popular foreign TV actress (Voted by the audience  | Revenge from the Past 2020 | Đề cử     |
| 2023 | Ngôi Sao Xanh 10th (Face of the year) | Most popular foreign TV actress (Voted by the audience) | Revenge from the Past 2022 | Đoạt giải |
| 2024 | Ngôi Sao Xanh 11th (Face of the year) | Most popular foreign TV actress (Voted by the audience) | Revenge from the Past 2019 | Đoạt giải |